# 及川勉
及川 勉（おいかわ つとむ、1948年1月28日 - 2012年2月15日）は、研究ニュース（旧・競馬研究）の記者（トラックマン）。

## 人物
1948年1月28日、千葉県出身。父親が中山競馬場：矢倉玉男厩舎で厩務員を務めていたため、競馬サークルのなかで成長した。高校を2年で中退し、18歳の春より競馬研究でトラックマンの仕事を始めた。
土曜日はラジオNIKKEI『中央競馬実況中継・第1放送』で、昼の正面解説とパドック解説に出演。日曜日は独立UHF放送局『中央競馬ワイド中継』で、パドック解説に出演していた。メインレースの展望では馬の調教解説も勤めていた。
「競馬研究」紙面では重賞などで本紙予想を担当していた（星野英治と本紙予想を分担）。
2012年2月15日、病気の末に逝去。64歳没。

## 脚註
1. ↑  その当時は現在のように美浦トレーニングセンターが存在せず、競馬場に厩舎が存在していた。
2. ↑  特集・競馬新聞 第6回「競馬今昔物語」～親分・及川勉のルーツを探る～ 中央競馬ワイド中継・ハイライト
3. ↑  及川勉さんのこと Archived 2013年10月4日, at the Wayback Machine. 美浦村通信 2012年2月21日閲覧